# منزل مارغريتا تشيرنوفا
منزل مارغريتا تشيرنوفا (بالروسية: Дом Маргариты Черновой) هو مبنى يقع في مدينة روستوف على نهر الدون بروسيا. تم بناؤه في عام 1899. يعتبر موضوعًا للتراث الثقافي ذي الأهمية الإقليمية.
يقع المدخل الرئيسي للمبنى عند زاوية شارع شارع بولشايا سادوفايا و زقاق خلتورينسكي.
في 2 فبراير 1926 أصبح المبنى مكتب المدعي العام الإقليمي. منذ عام 1940، احتوى المبنى على أرشيف الحزب الشيوعي في منطقة روستوف.
في أوائل عام 2000، كان المبنى في حالة سيئة. في عام 2001، تمت إعادة بناء المبنى، حيث تم هدم المنزل وإعادة بنائه من جديد. في عملية الترميم تم استخدام العناصر الأصلية للمبنى. حاليا، المبنى يضم دائرة في بنك موسكو.

## صور

منزل تشيرنوفا على بطاقات بريدية
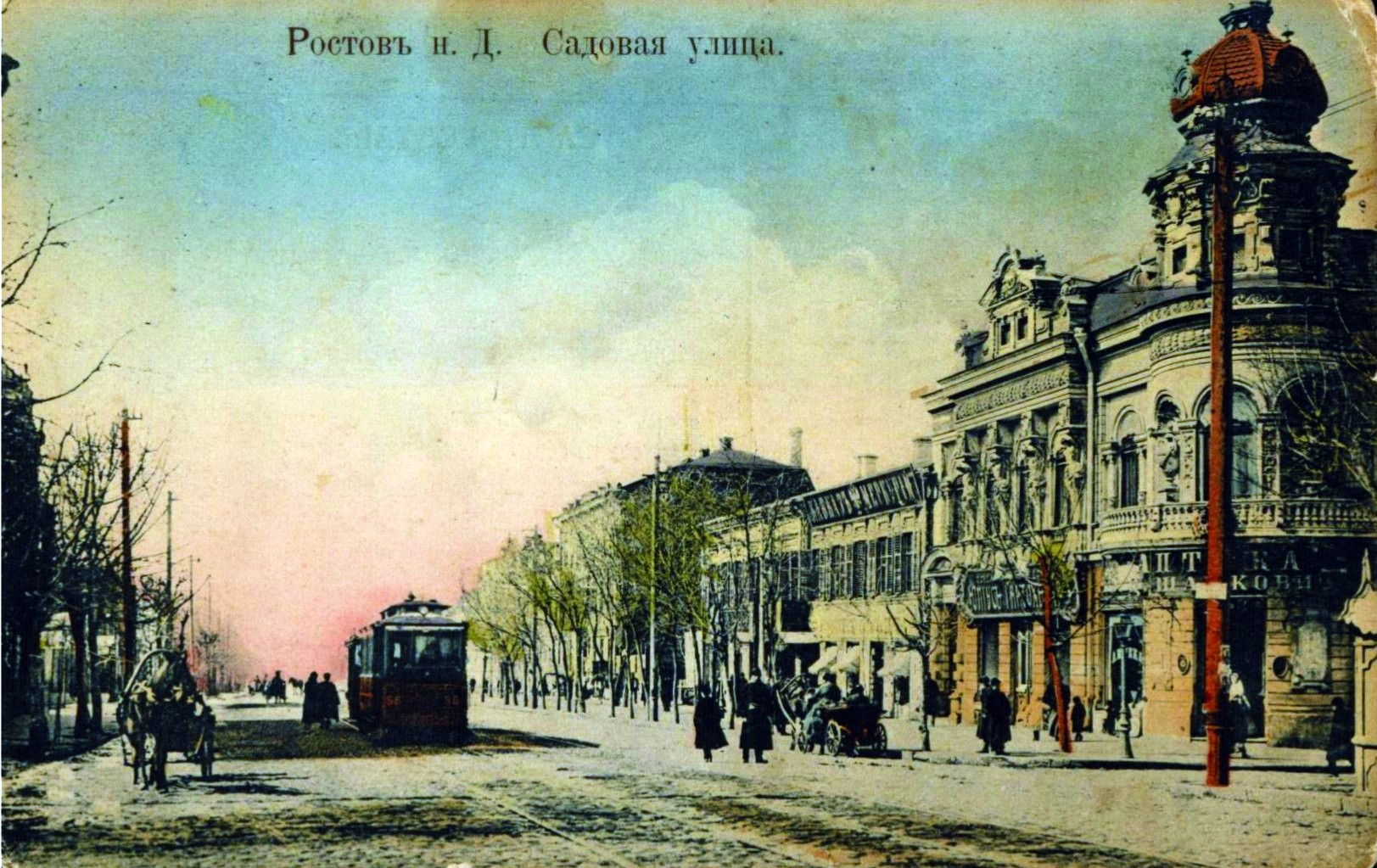
1909
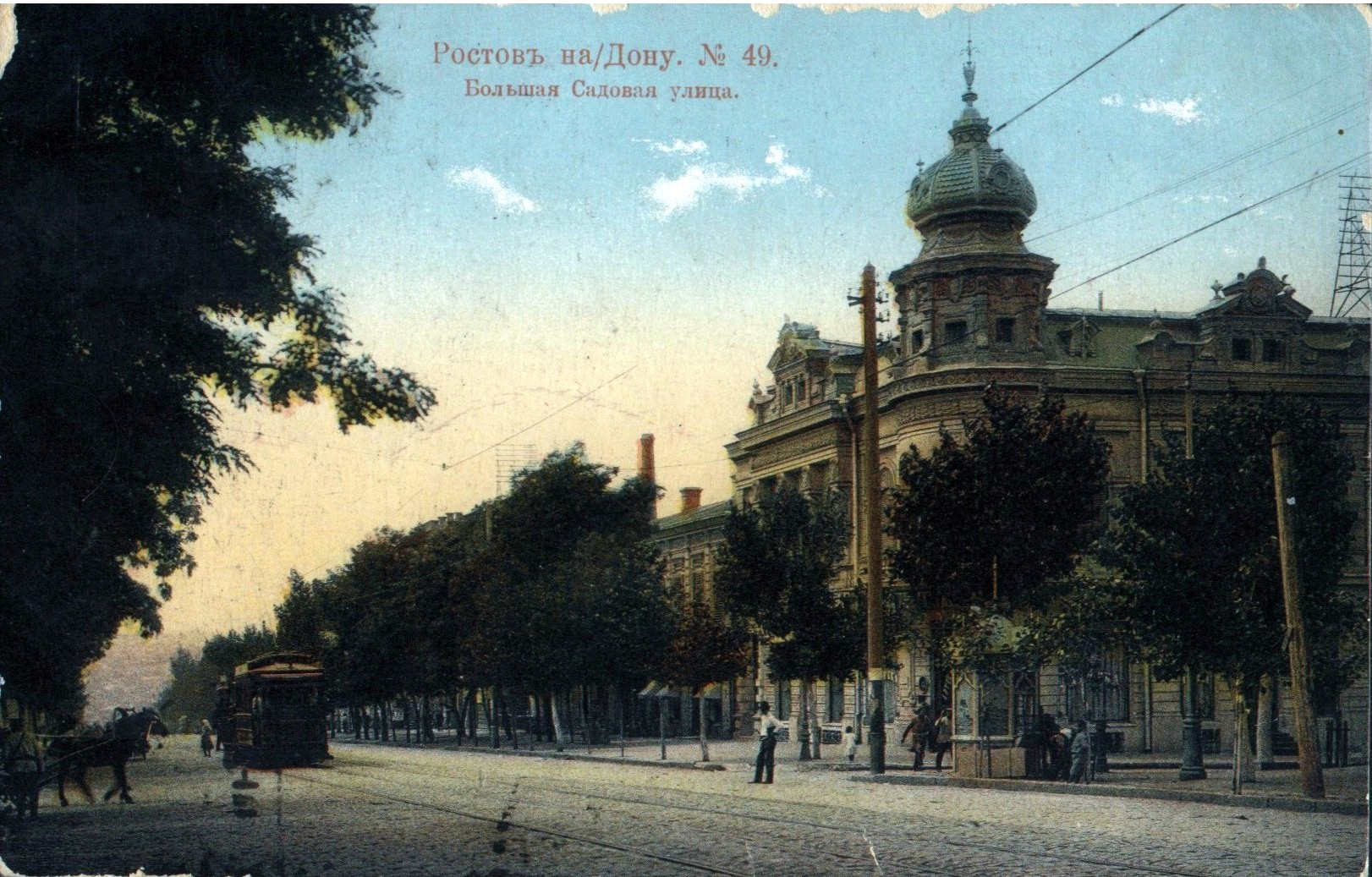
1910
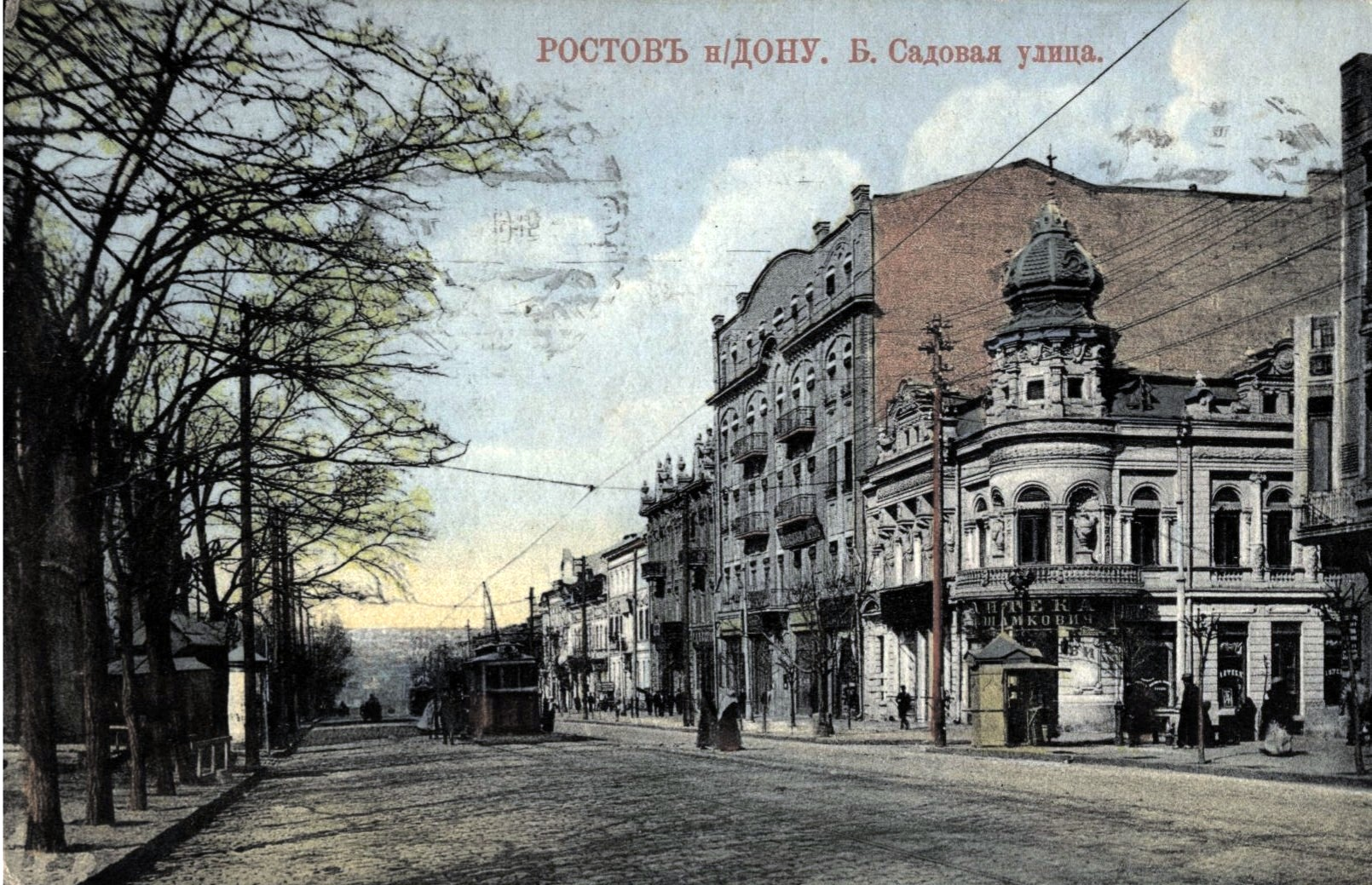
1916